# بروکشر (تگزاس)
بروکشر، تگزاس(به انگلیسی: Brookshire, Texas) شهری در ایالت تگزاس از ایالات جنوبی ایالات متحده آمریکا است. در سرشماری سال ۲۰۰۰، جمعیت این شهر ۳۴۵۰ نفر اعلام شد.